# 107 Herculis
107 Herculis, eller t Herculis, är en misstänkt variabel i Herkules stjärnbild.
Stjärnan har visuell magnitud +5,12 och varierar utan någon fastställd amplitud eller periodicitet.